# 교황청 성서위원회
교황청 성서위원회는 자문위원들의 도움을 받는 추기경 위원회로서, 로마에서 모임을 가져 성경 내용의 타당한 해석과 그릇된 주장에 대한 옹호를 확실하게 하고 있다. 위원회의 역할은 회칙 《섭리의 하느님》을 통해 개설되었다.
최초의 위원회 위원 임용은 1901년 8월에 이루어졌으나, 1902년 10월 30일까지 교황 레오 13세는 공식적으로 확정하지 않았다. 최초의 위원회는 세 명의 추기경과 열두 명의 자문위원으로 구성되었다.
자문위원들은 한 달에 두 번 모임을 하며 이때 서기들도 참석한다. 서기들은 또한 한 달에 두 번 2주째와 4주째 일요일에 모임을 하는 위원회의 추기경들에게 내용을 보고한다. 추기경들은 자문위원들이 고려할 수 있을 법한 문제들을 제시한다. 자문위원들이 답변을 내면 추기경들은 그에 대해 투표를 한다. 추기경들은 좀 더 깊이 연구하기 위해 질문을 다시 되돌려 보내는 방식을 채택하여, 자문위원 한 사람에게 안건에 관해 좀 더 깊이 조사하도록 위임하여 그 조사 결과를 인가하거나 수정할 수 있는 권한을 갖고 있다. 그런 다음, 서기들은 교황에게 이를 보고하는데, 교황은 더 깊은 연구가 필요하다고 생각되면 안건을 위원회에 되돌려보내거나 아니면 그 안건을 비준할 수 있다.
위원회의 임무들은 다음과 같다:
1. 성경 문제에 관한 가톨릭 신앙의 근본을 보호하고 변호한다.
2. 최근의 모든 발견을 고려하면서 성경 해설의 발전을 촉진한다.
3. 가톨릭 신학자들 사이에 발생할 수 있는 중대한 문제에 대한 논쟁을 해결한다.
4. 위원회에 조언을 요청하는 세계 각국 가톨릭 신자들에게 답변한다.
5. 바티칸 도서관에 오래된 사본들과 필요한 서적들이 잘 갖춰져 있는지를 확인한다.
6. 성경에 대한 연구서를 요청이 있을 때마다 발행한다.

교황청 성서위원회의 법령은 교황무류성의 범위에 해당하지 않는다.
1971년 6월 27일, 교황 교서 《Sedula Cura》(교황청 성서위원회의 새 규제법 - 1972.6.27.)가 발표되었다. 이 교서에는 앞으로 교황청 성서위원회는 협의체로 정해졌다는 내용이 담겨 있었다. 교황 요한 바오로 2세는 교황령 《착한 목자》를 공표하여 교황청 성서위원회를 신앙교리성 산하 위원회로 두고, 신앙교리성 장관이 교황청 성서위원회 위원장을 겸임할 수 있게 하였다.